# Jelpke (Calberlah)
Jelpke ist ein Ortsteil der Gemeinde Calberlah und liegt im Landkreis Gifhorn, Niedersachsen.

## Geografie
Jelpke ist seit der Eingemeindung Essenrodes in die Gemeinde Lehre (Landkreis Helmstedt) eine Funktionale Exklave, da die K 95 als einzige öffentliche Straßenverbindung über Helmstedter Kreisgebiet verläuft.

## Geschichte
Am 1. März 1974 wurde Jelpke in die Gemeinde Calberlah eingegliedert.

## Vereine und Verbände
Gemeinsam mit Allenbüttel wird eine Freiwillige Feuerwehr unterhalten.